# Pablo Ardouin

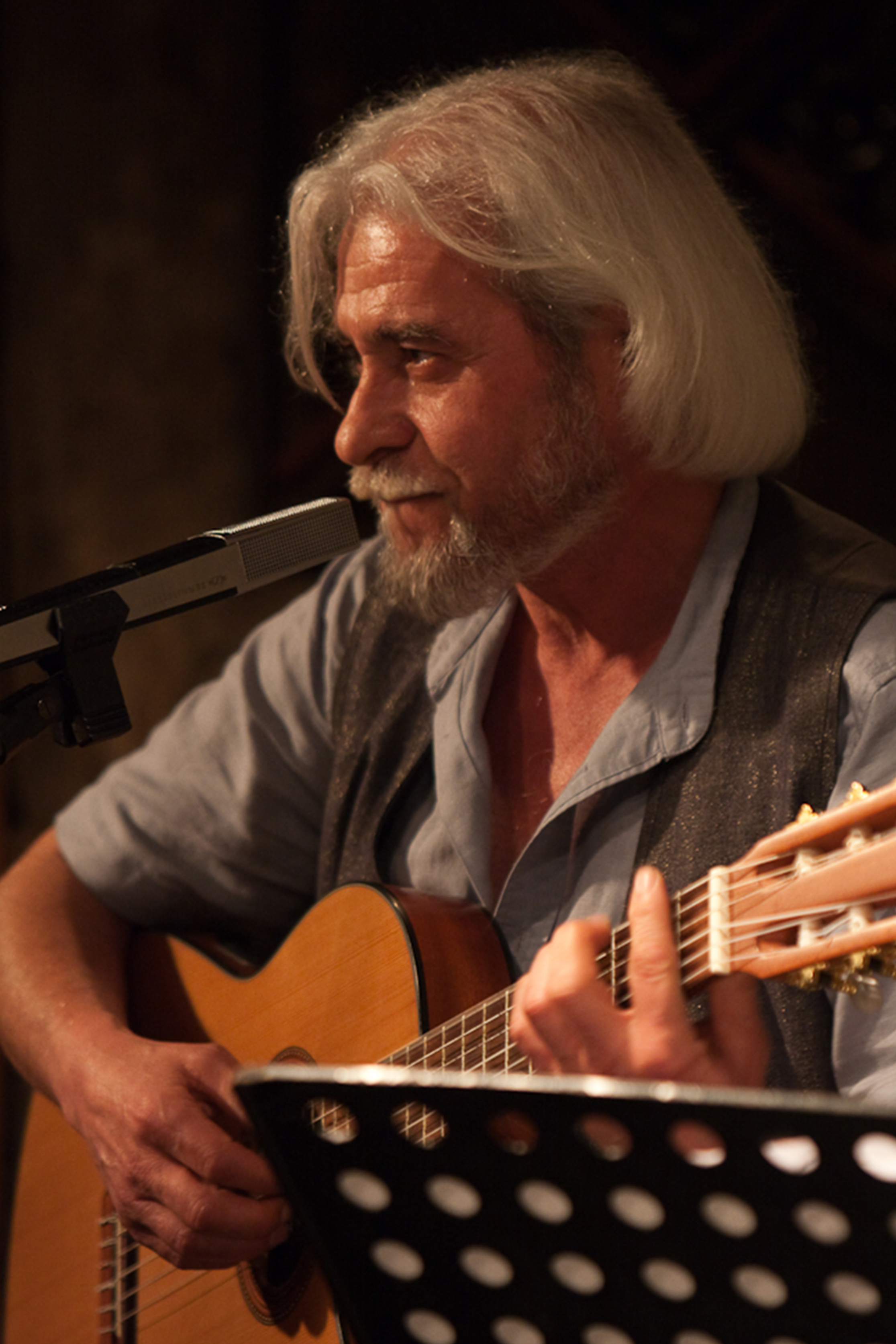
Pablo Ardouin

Pablo Ardouin Shand (* 1951 in Concepción, Chile) ist ein chilenischer Folkmusiker und Liedermacher. Er lebt in Soltau.

## Leben und Werk
Pablo Ardouin Shand wurde im Jahr 1951 in Concepción, im Süden von Chile, geboren. Von 1972 bis 1976 studierte er an der dortigen Universität Soziologie und Musik. In den Jahren zwischen 1970 und 1983, bevor er das Land in Richtung Europa verließ, machte er sich in Chile als Liedermacher und Kulturschaffender einen Namen.
Im Jahr 1978, inmitten der Pinochet-Diktatur, gründete er in den Räumen der Universitätspfarrei die Agrupación Cultural Concepción (ACC), die Kulturvereinigung
der Stadt, und war ihr erster Vorstehender, bis sie von anderer Seite für persönliche und parteipolitische Interessen monopolisiert und instrumentalisiert wurde. Die Vereinigung verbreitete Gesang, Dichtung, Theater und alternatives Kino und bot vielen Künstlern der Gegend in ihrem kulturellen Kampf gegen die Diktatur ein Dach.
Als Liedermacher gewann Ardouin zwischen 1969 und 1980 viele Preise in verschiedenen Wettbewerben und Festivals. Besonders hervorzuheben sind:
- 1969: Erster Preis im Festival des Dominikanerchors, Playa Ancha
- 1970: Zweiter Preis im Festival des Originellen Protestlieds des Südens, Salesianer-Sporthalle, Concepción
- 1973: Erster Preis des Folklorefestivals Talagante (zusammen mit der Gruppe „Pueblo Libre“ -„Freies Volk“- aus Concepción)
- 1975: Erster Preis beim „Meer-Festival“, Penco. Erster Preis im Folklorefestival Yumbel. Erster Preis für Komposition und Vortrag im „Nationalen Universitäts-Gesangs-Festival“, im städtischen Theater von Viña del Mar.
- 1976: zwei Preise für den besten Vortrag und die beste Komposition beim Festival von Patagonien, Punta Arenas

Ab 1975 sang Ardouin auf fast allen „Peñas“ (folkloristischen Veranstaltungen) von Santiago, Valparaíso und Concepción und war, zusammen mit dem „Onkel“ Roberto Parra, Catalina Rojas, Dióscoro Rojas, El Canela und Rebeca Godoy, Teil der festen Besatzung des Kulturpubs Casona de San Isidro.
Im Januar 1983 verließ er Chile über Peru und siedelte sich in Deutschland an, wo er immer noch seine freiwillige Diaspora lebt. Auch hier ist er als Sänger, Gitarrist, Musiker, Komponist, Schriftsteller und Kulturschaffender bekannt. Er präsentierte seine Werke nicht nur in verschiedenen Städten Deutschlands, sondern auch im Vereinigten Königreich, Belgien, Luxemburg, Italien, der Niederlande, Norwegen, Schweden, Frankreich, Dänemark und Österreich.
Im Jahr 1986 gründete er in Frankfurt am Main zusammen mit anderen chilenischen Lied- und Textkünstlern die Lateinamerikanisch-Deutsche Kulturvereinigung La Araña („Die Spinne“), um der lateinamerikanischen Kunst, Kultur und Musik einen Raum und Verbreitung zu geben.
1989 nahm er, gemeinsam mit der deutschen Sängerin Renate van Boeckel, die später seine Frau wurde, seine erste Produktion in Deutschland auf, mit eigenen Liedern: die Langspielplatte Pablo Ardouin & Entredós, Lieder zwischen zwei Kulturen. In der Beziehung mit Renate wurden seine Kinder Martín Alfredo und Winett Elena geboren. 1994 gründete er die Musikgruppe „Pablo Ardouin & Tango Efusión“. Im Jahr 1997 entwickelte er ein Projekt, in dem er seine Musik mit Dichtung von Pablo Neruda und Federico García Lorca und Theater kombinierte. Dieses Werk mit dem Titel Taube von innen oder die Hand aus Glas führte er zusammen mit der deutschen Schauspielerin Ricarda Klingelhoefel auf verschiedenen deutschen Bühnen auf.
Im Jahr 1999 gründete er die Gruppe „Pablo Ardouin Ensemble“, mit der zusammen er die CD Perfecto amor („Perfekte Liebe“) aufnahm, mit eigenen Kompositionen und mit Arrangements des Musikers Alejandro „Mota“ Riquelme aus Concepción. Im November desselben Jahres wurde die CD vom Hessischen Rundfunk zur „CD des Monats“ gekürt. Mit der Gruppe „Pablo Ardouin & Tango Efusión“ produzierte er die CD Pablo Ardouin & Tango Efusión-Live, und gemeinsam mit ihnen, mit dem Pablo Ardouin Ensemble und als Solist trat er in verschiedenen deutschen Radio- und Fernsehprogrammen auf.
Im Jahr 2000 stellte ihn die Tageszeitung „Frankfurter Rundschau“ als Schriftsteller und Kommentator für das wöchentliche Magazin ein, und er schrieb seine Artikel, Geschichten und Erzählungen für die Sparte „Krauts“. Im selben Jahr nahm er in der Frankfurter Alten Oper die CD Pablo Ardouin & Tango Efusion – Cantango auf. Im Jahr 2001 entstand in den Bauerstudios Ludwigsburg, unter Vertrag mit der Plattenfirma Peregrinamusic, die CD Pablo Ardouin & Tango Efusión – Censurado („Zensiert“), mit Arrangements von Alejandro „Mota“ Riquelme. 2007 produzierte er im Chakramusic-Studio die CD Yo soy („Ich bin“) mit fünf bis dahin unveröffentlichten eigenen Liedern. Seine Geschichten und Erzählungen sind in der Frankfurter Rundschau und in verschiedenen Literaturzeitschriften und Zeitungen in Deutschland erschienen, sowohl auf Deutsch als auch auf Spanisch.
Im Jahr 2002 nahm er die CD „Pablo Ardouin & Tango Efusión, Censurado“ mit Arrangements von Alejandro Riquelme in den Bauer Studios in Ludwigsburg auf, unter Vertrag mit der Plattenfirma „Peregrinamusic“. 
Im Jahr 2007 nahm er in den ChakraMusic Studios in Frankfurt die Compact Disc „Yo soy“ auf. 
Im Jahr 2010 stellt er mit Unterstützung des Goethe-Instituts von Concepción und des Regionalrats für Kultur und Kunst und im Verlag Editorial Escaparate sein zweisprachiges spanisch-deutsches Buch „Volando bajo y un par de escobazos, historias de un chileno en Alemania y otras hierbas“ in der Aula Magna der Pontificia Universidad Católica vor.
2014 nahm er die Compact Disc „Orgías bombásticas“ und das gleichnamige zweisprachige spanisch-deutsche Liederbuch in den SunRock Studios, Brehme, auf. Eine Zusammenstellung von 16 bisher unveröffentlichten Songs aus seiner Feder.
Seine Geschichten und Erzählungen wurden in mehreren Literaturmagazinen und Zeitungen in Deutschland veröffentlicht, sowohl auf Deutsch als auch auf Spanisch.
Seit 2008 lebt er mit seiner Lebensgefährtin Judith Verburg in der Kleinstadt Soltau in Niedersachsen.

## Diskografie
- 1989: LP Entredos – Lieder zwischen zwei Kulturen
- 1999: CD Perfecto amor für Peregrina Music, in Bauer Studio – Ludwigsburg
- 1999: CD Pablo Ardouin & Tango Efusion – live in der Brotfabrik, Frankfurt am Main
- 2000: CD Pablo Ardouin & Tango Efusion – Cantango
- 2002: CD Pablo Ardouin & Tango Efusión – Censurado
- 2007: CD Pablo Ardouin-solo – Yo Soy
- 2014: CD Orgías bombásticas – Sunrock Studios, Brehme